# Alpes pennines
Dãy núi Alpes pennines (tiếng Pháp: Alpes valaisannes; tiếng Ý: Alpi Pennine) là một rặng núi thuộc phần phía tây dãy núi Alpes. Rặng núi này nằm trên 2 nước Thụy Sĩ (bang Valais) và Ý (vùng Piedmont và Thung lũng Aosta).
Đèo Col Ferret chia cách rặng núi này với khối núi Mont Blanc; Thung lũng Dora Baltea chia cách chúng với rặng Alpes grées; đèo Simplon chia cách chúng với rặng Alpes lépontines; Thung lũng sông Rhône chia cách chúng với rặng Alpes bernoises.
Rặng núi này là đầu nguồn của các sông Dora Baltea, Sesia, Toce, cùng các sông nhánh của sông Po bên phía Ý. và sông Rhône bên phía Thụy Sĩ.
Đường hầm Grand-Saint-Bernard, dưới lòng đèo Grand-Saintt-Bernard, nối giao thông giữa Martigny, (Thụy Sĩ) với Aosta (Ý).

## Hình thể
Dãy núi chính (đường phân thủy giữa Địa Trung Hải và Biển Adriatic) chạy từ phía tây sang phía đông trên biên giới giữa Ý (nam) và Thụy Sĩ (bắc). Từ núi Vélan - ngọn cao đầu tiên phía đông đèo St Bernard - dãy núi này hiếm khi dưới 3.000 m và gồm nhiều ngọn cao trên 4.000 m, như ngọn Matterhorn hoặc Dufourspitze. Các Thung lũng ở 2 bên biên giới hoàn toàn giống nhau, thường vuông góc với dãy núi chính và đi xuống dần vào Thung lũng sông Rhône ở phía bắc và Thung lũng Aosta ở phía nam. Không giống nhiều dãy núi khác, các ngọn cao nhất thường nằm bên ngoài dãy chính, ở giữa các Thung lũng phía bắc (núi Grand Combin, Weisshorn, Mischabel, Weissmies).

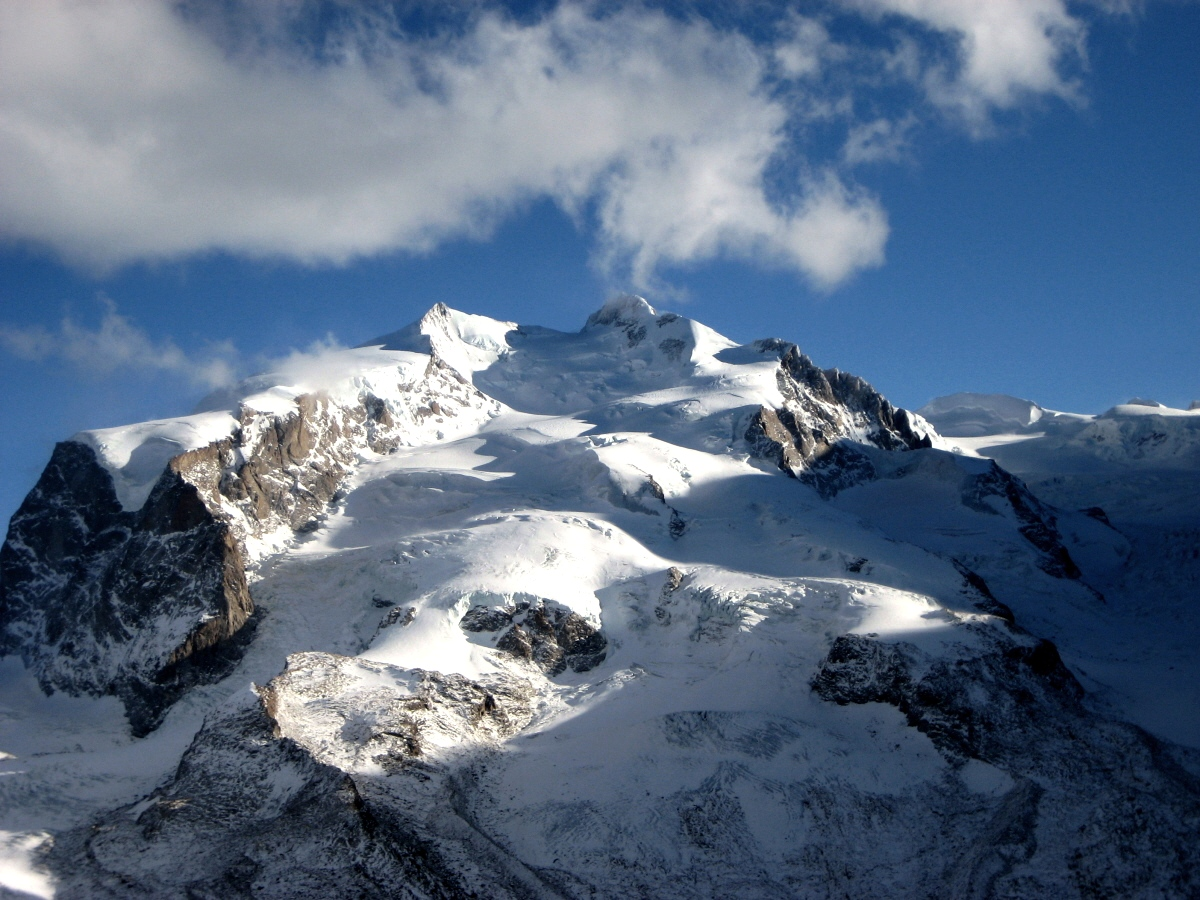
Dufourspitze

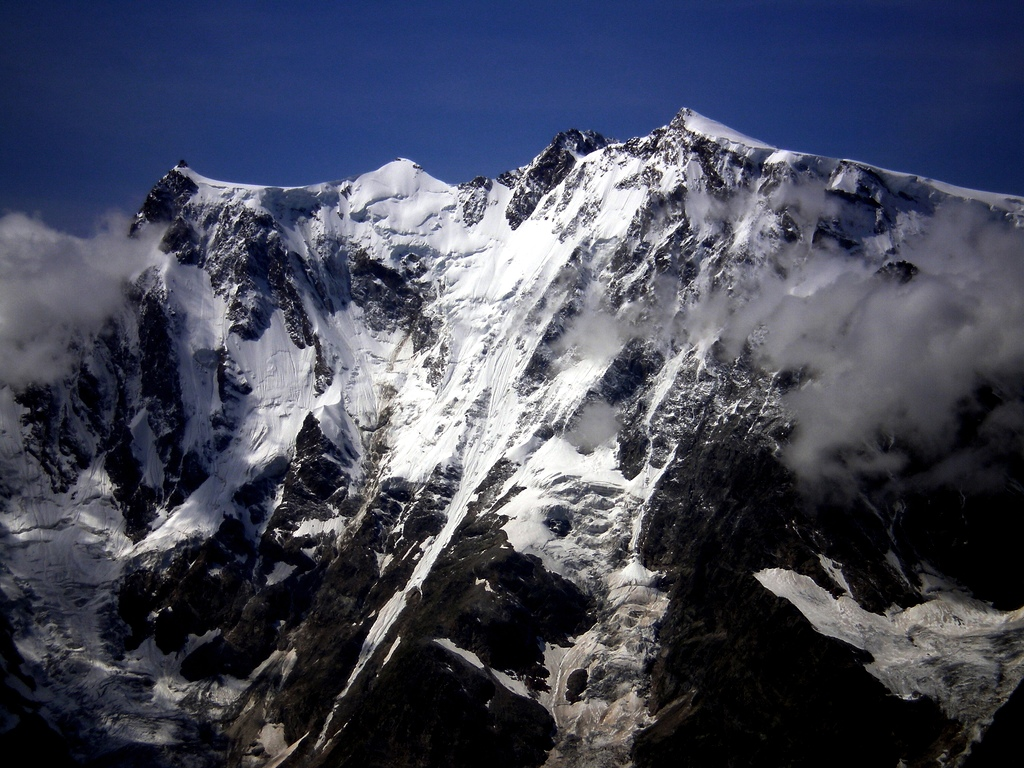
Monte Rosa vách phía đông

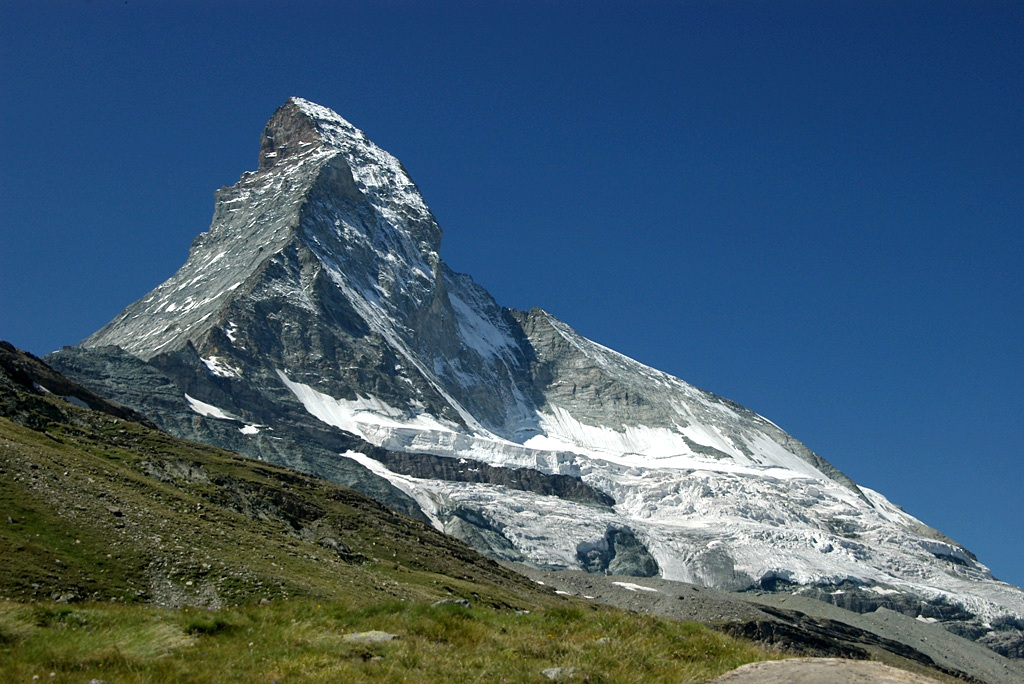
Matterhorn

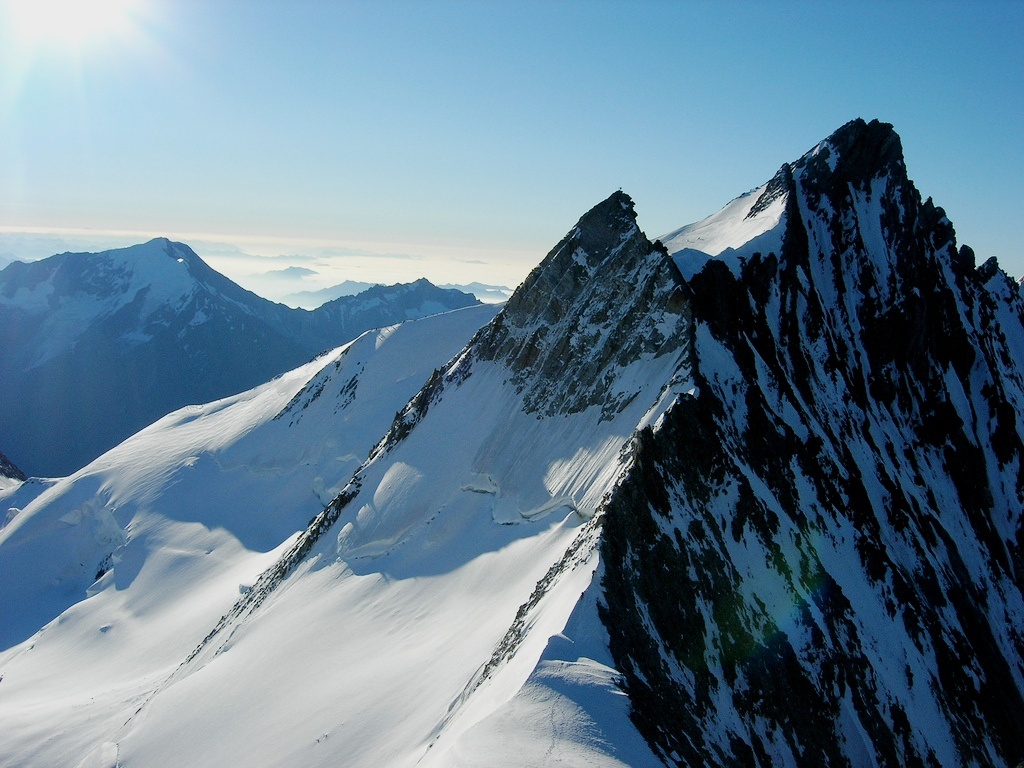
Nadelhorn

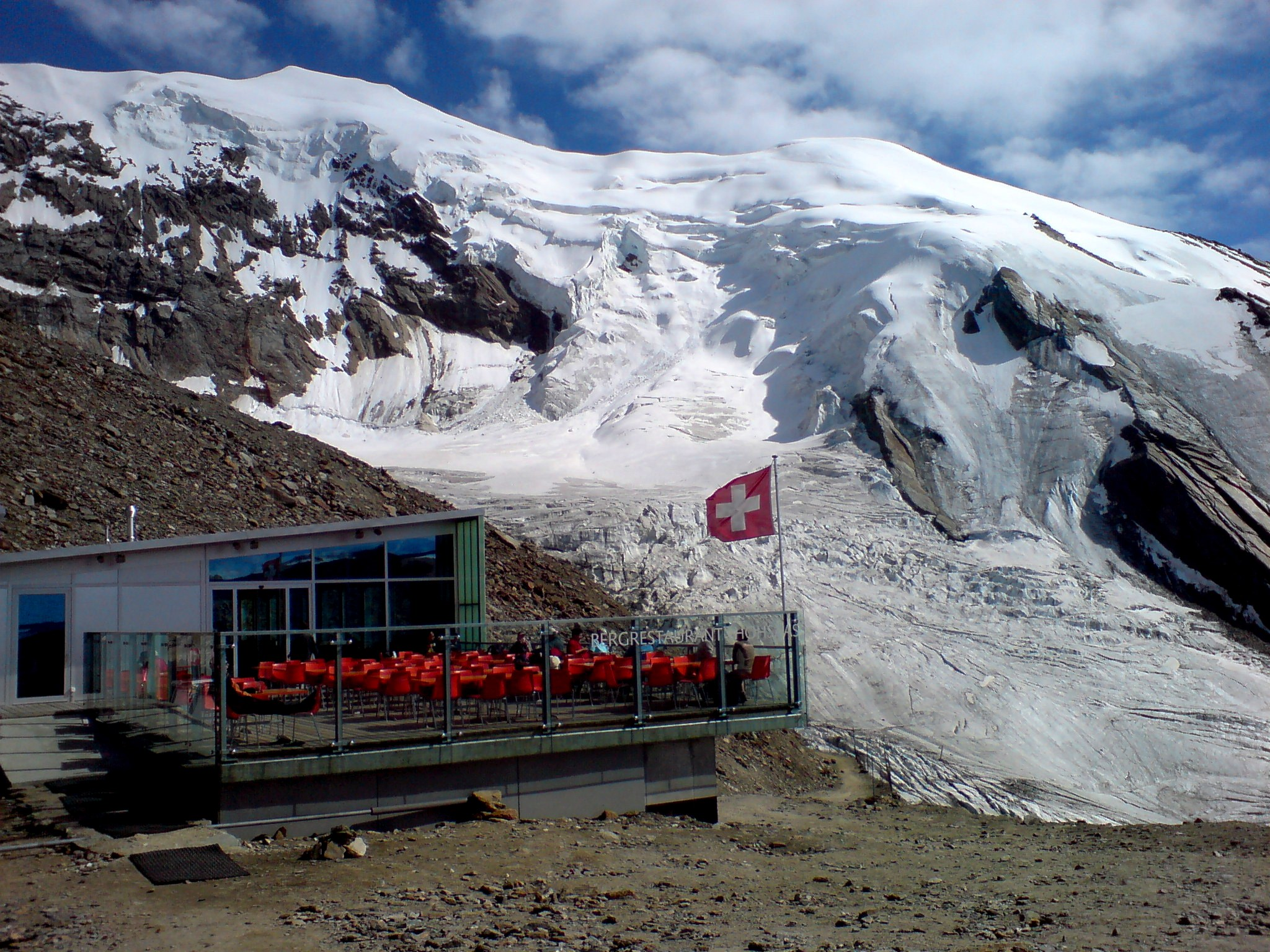
Weissmies

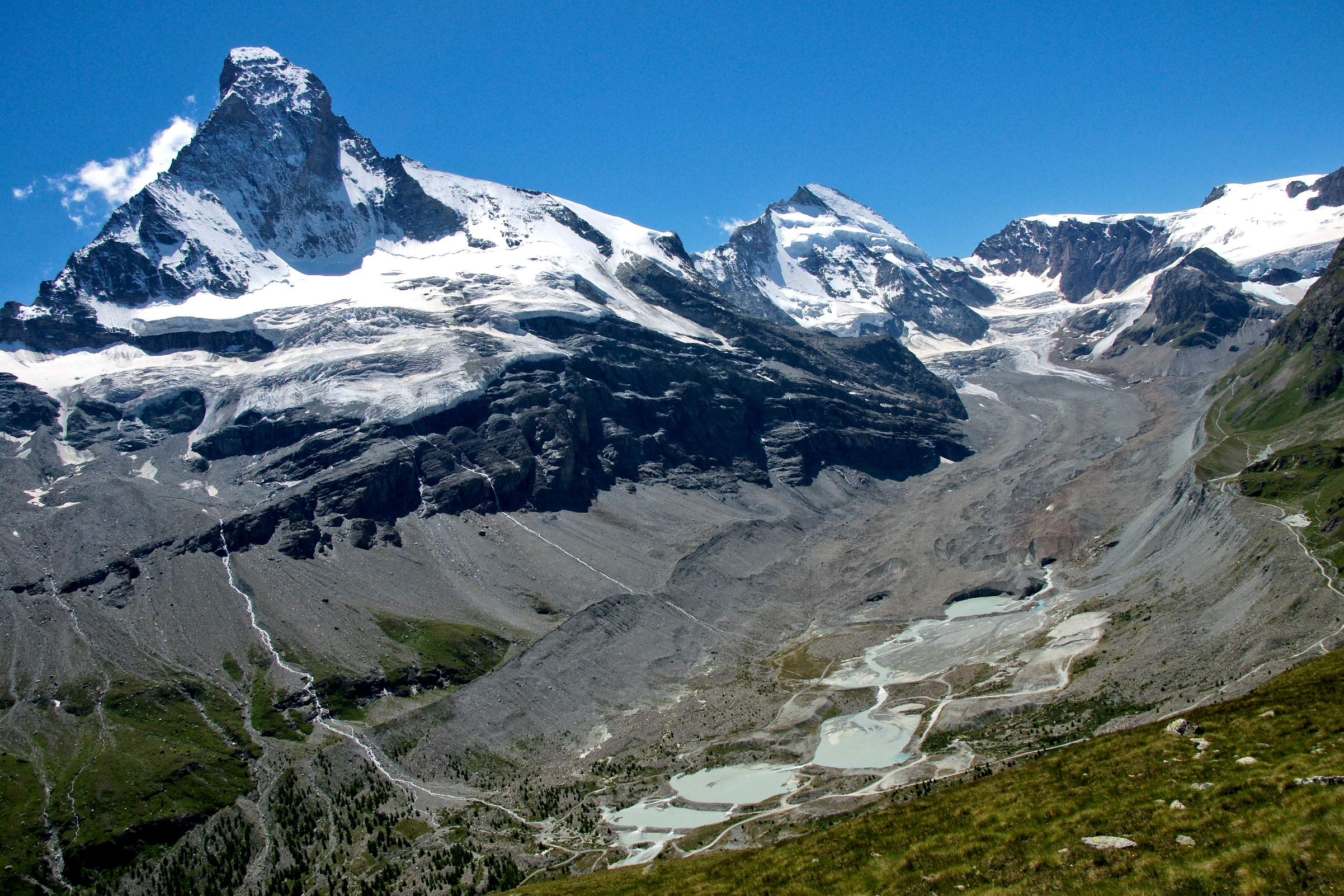
Zmutt valley

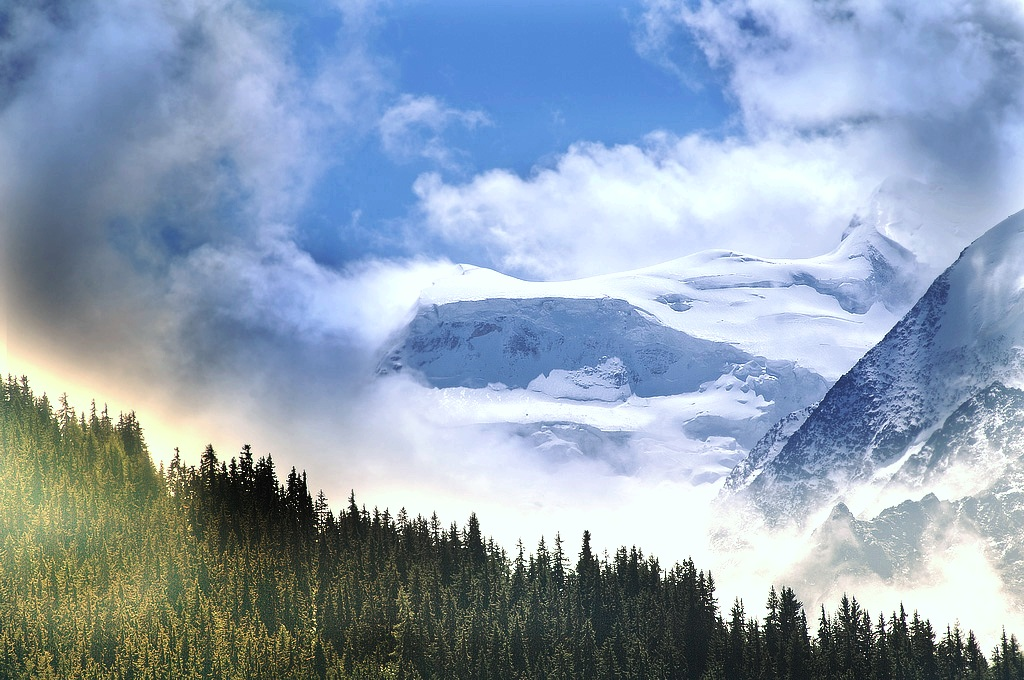
Grand Combin

## Các ngọn núi
Các ngọn chính của dãy Alpes pennines là:
| Tên               | Độ cao (mét) | Độ cao (feet) |
| ----------------- | ------------ | ------------- |
| Dufourspitze      | 4,638        | 15,217        |
| Ostspitze         | 4,632        | 15,197        |
| Grenzgipfel       | 4,618        | 15,151        |
| Nordend           | 4,609        | 15,121        |
| Zumsteinspitze    | 4,563        | 14,970        |
| Signalkuppe       | 4,554        | 14,941        |
| Dom               | 4,545        | 14,911        |
| Lyskamm           | 4,538        | 14,889        |
| Weisshorn         | 4,506        | 14,780        |
| Täschhorn         | 4,491        | 14,734        |
| Matterhorn        | 4,478        | 14,693        |
| Parrotspitze      | 4,432        | 14,541        |
| Dent Blanche      | 4,364        | 14,318        |
| Nadelhorn         | 4,327        | 14,196        |
| Grand Combin      | 4,314        | 14,164        |
| Lenzspitze        | 4,294        | 14,088        |
| Stecknadelhorn    | 4,241        | 13,914        |
| Castor            | 4,230        | 13,879        |
| Zinalrothorn      | 4,223        | 13,856        |
| Hohberghorn       | 4,219        | 13,841        |
| Alphubel          | 4,206        | 13,799        |
| Rimpfischhorn     | 4,199        | 13,776        |
| Strahlhorn        | 4,191        | 13,751        |
| Dent d'Hérens     | 4,171        | 13,684        |
| Breithorn         | 4,164        | 13,661        |
| Bishorn           | 4,153        | 13,625        |
| Pollux            | 4,092        | 13,425        |
| Ober Gabelhorn    | 4,073        | 13,364        |
| Dürrenhorn        | 4,035        | 13,238        |
| Allalinhorn       | 4,027        | 13,236        |
| Weissmies         | 4,031        | 13,226        |
| Lagginhorn        | 4,010        | 13,140        |
| Fletschhorn       | 3,993        | 13,110        |
| Adlerhorn         | 3,988        | 13,084        |
| Schalihorn        | 3,974        | 13,038        |
| Jägerhorn         | 3,970        | 13,025        |
| Grand Cornier     | 3,962        | 12,999        |
| Ulrichshorn       | 3,925        | 12,877        |
| Wellenkuppe       | 3,903        | 12,805        |
| Feechopf          | 3,888        | 12,756        |
| Klein Matterhorn  | 3,883        | 12,740        |
| Pointe du Mountet | 3,877        | 12,720        |
| La Ruinette       | 3,879        | 12,727        |

| Tên                   | Độ cao (mét) | Độ cao (feet) |
| --------------------- | ------------ | ------------- |
| Mont Blanc de Cheilon | 3,870        | 12,697        |
| Bouquetins            | 3,838        | 12,592        |
| Brunegghorn           | 3,833        | 12,575        |
| Tour de Boussine      | 3,833        | 12,575        |
| Cima di Jazzi         | 3,818        | 12,527        |
| Balfrin               | 3,802        | 12,474        |
| Pigne d'Arolla        | 3,796        | 12,454        |
| Mont Vélan            | 3,765        | 12,353        |
| Tête Blanche          | 3,750        | 12,304        |
| L'Évêque              | 3,738        | 12,264        |
| Le Pleureur           | 3,706        | 12,159        |
| Aiguille de la Tsa    | 3,668        | 12,034        |
| Besso                 | 3,667        | 12,031        |
| Mont Collon           | 3,637        | 11,932        |
| Les Diablons          | 3,605        | 11,828        |
| Mont Gelé             | 3,517        | 11,539        |
| Becca di Luseney      | 3,506        | 11,503        |
| Château des Dames     | 3,489        | 11,447        |
| Grand Tournalin       | 3,379        | 11,086        |
| Rosablanche           | 3,348        | 10,985        |
| Mont Avril            | 3,341        | 10,962        |
| Grande Rochère        | 3,326        | 10,913        |
| Corno Bianco          | 3,320        | 10,893        |
| Testa Grigia          | 3,315        | 10,876        |
| Sasseneire            | 3,259        | 10,693        |
| Grand Golliat         | 3,240        | 10,630        |
| Pizzo Bianco          | 3,216        | 10,552        |
| Latelhorn             | 3,207        | 10,523        |
| Schwarzhorn           | 3,204        | 10,512        |
| Gornergrat            | 3,136        | 10,289        |
| Mont Nery             | 3,070        | 10,073        |
| Bella Tola            | 3,028        | 9,935         |
| Monte Tagliaferro     | 2,964        | 9,725         |
| Riffelhorn            | 2,931        | 9,617         |
| Cima di Bò            | 2,556        | 8,386         |

## Các sông băng

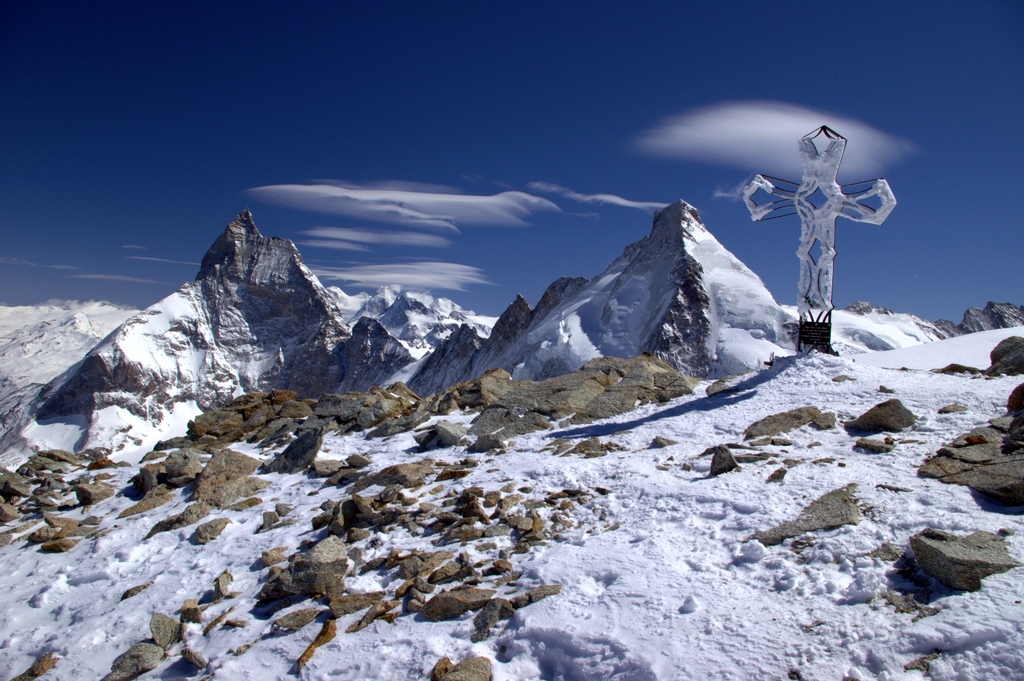
Haute Route

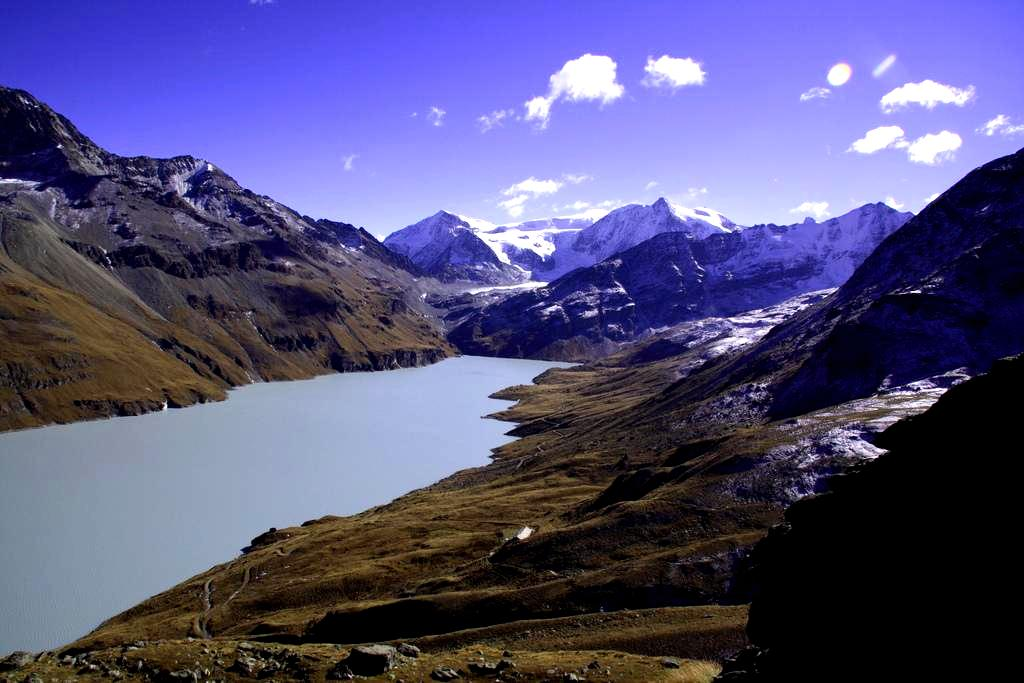
Lac des Dix

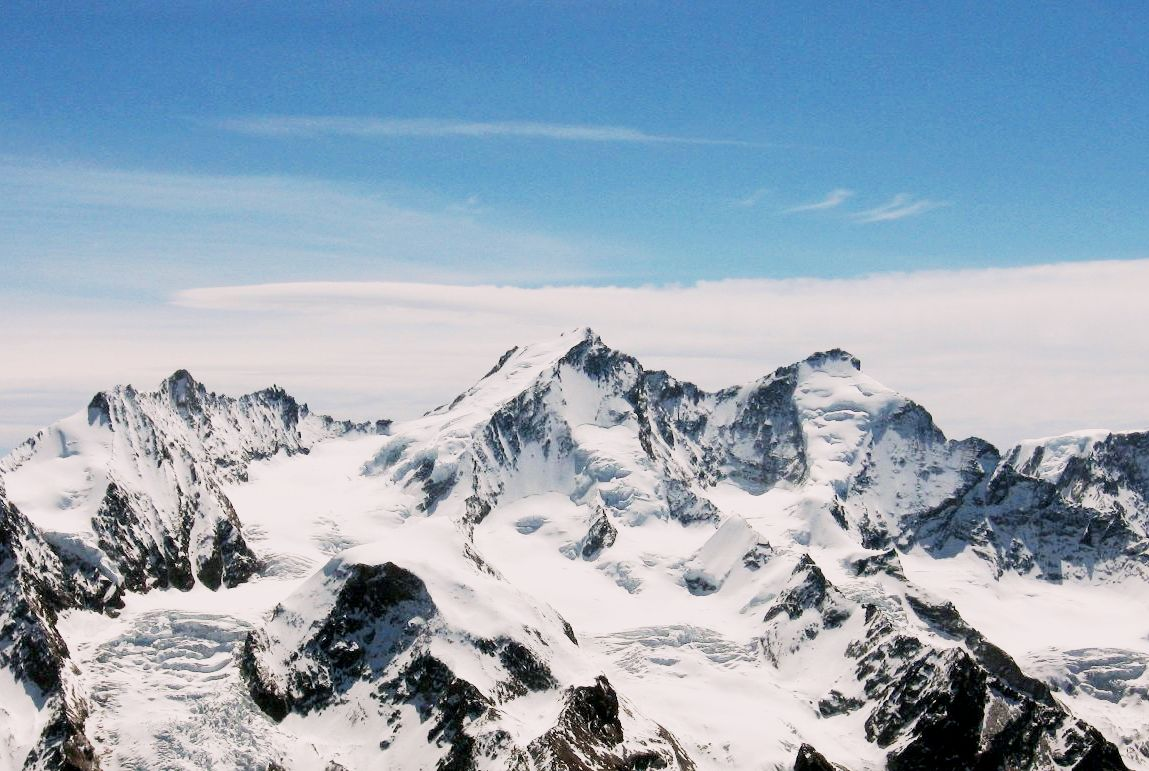
Dom and Täschhorn

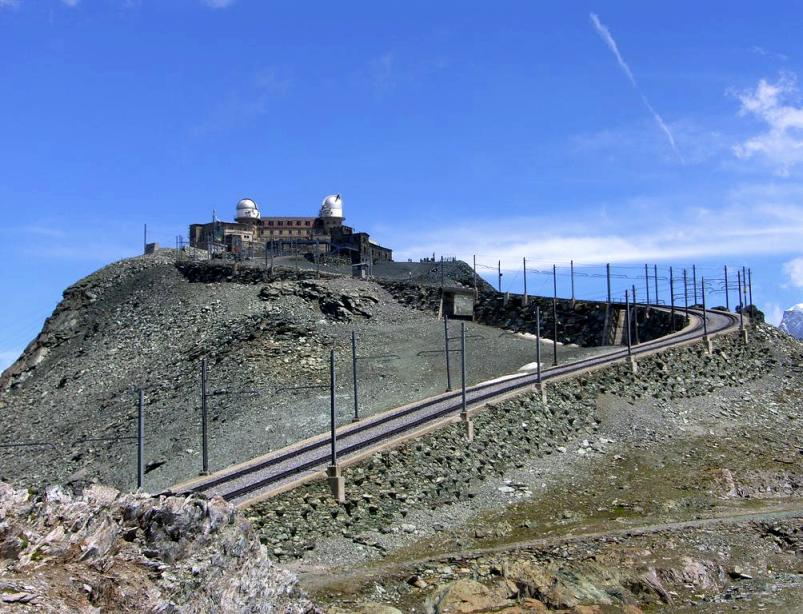
Gornergrat

- Gorner
- Corbassière
- Findel
- Zmutt
- Zinal
- Otemma
- Allalin
- Ferpècle
- Fee
- Mont Miné
- Ried
- Turtmann
- Moiry
- Arolla
- Moming
- Cheilon

## Các đèo
Các đèo chính:
| Đèo núi                  | vị trí                                | loại          | độ cao | độ cao |
| ------------------------ | ------------------------------------- | ------------- | ------ | ------ |
| Sesiajoch                | Zermatt tới Alagna                    | tuyết         | 4,424  | 14,515 |
| Domjoch                  | Randa tới Saas-Fee                    | tuyết         | 4,286  | 14,062 |
| Lysjoch                  | Zermatt tới Gressoney-La-Trinité      | tuyết         | 4,277  | 14,033 |
| Mischabeljoch            | Zermatt tới Saas-Fee                  | tuyết         | 3,856  | 12,651 |
| Alphubel Pass            | Zermatt to Saas-Fee                   | snow          | 3,802  | 12,474 |
| Adler Pass               | Zermatt tới Saas-Fee                  | tuyết         | 3,798  | 12,461 |
| Moming Pass              | Zermatt tới Zinal                     | tuyết         | 3,745  | 12,287 |
| Schwarztor               | Zermatt tới Ayas                      | tuyết         | 3,741  | 12,274 |
| Ried Pass                | Sankt-Niklaus tới Saas-Fee            | tuyết         | 3,597  | 11,800 |
| Neues Weisstor           | Zermatt tới Macugnaga                 | tuyết         | 3,580  | 11,746 |
| Allalin Pass             | Zermatt tới Saas-Fee                  | tuyết         | 3,570  | 11,713 |
| Col de Valpelline        | Zermatt tới Aosta                     | tuyết         | 3,562  | 11,687 |
| Biesjoch                 | Randa tới Turtmann                    | tuyết         | 3,549  | 11,644 |
| Triftjoch                | Zermatt tới Zinal                     | tuyết         | 3,540  | 11,615 |
| Col du Sonadon           | Bourg-Saint-Pierre tới Val de Bagnes  | tuyết         | 3,489  | 11,447 |
| Col d'Herens             | Zermatt tới Evolène                   | tuyết         | 3,480  | 11,418 |
| Col Durand               | Zermatt tới Zinal                     | tuyết         | 3,474  | 11,398 |
| Col des Maisons Blanches | Bourg-Saint-Pierre tới Val de Bagnes  | tuyết         | 3,426  | 11,241 |
| Col de Bertol            | Arolla tới Col d'Herens               | tuyết         | 3,414  | 11,200 |
| Col du Mont Rouge        | Val de Bagnes tới Val d'Hérémence     | tuyết         | 3,341  | 10,962 |
| Theodulpass              | Zermatt tới Valtournenche             | tuyết         | 3,322  | 10,899 |
| Col de Tracuit           | Zinal tới Turtmann                    | tuyết         | 3,252  | 10,670 |
| Zwischbergen Pass        | Saas-Fee tới Gondo                    | tuyết         | 3,248  | 10,657 |
| Col d'Oren               | Val de Bagnes tới Valpelline          | tuyết         | 3,242  | 10,637 |
| Col de Seilon            | Val de Bagnes tới Val d'Hérémence     | tuyết         | 3,200  | 10,499 |
| Col du Cret              | Val de Bagnes tới Val d'Hérémence     | tuyết         | 3,148  | 10,329 |
| Col de Valcournera       | Valtournenche tới Valpelline          | tuyết         | 3,147  | 10,325 |
| Col de Collon            | Arolla tới Aosta                      | tuyết         | 3,130  | 10,270 |
| Col de Valsorey          | Bourg-Saint-Pierre tới Aosta          | tuyết         | 3,113  | 10'214 |
| Col de Chermontane       | Val de Bagnes tới Arolla              | tuyết         | 3084   | 10,119 |
| Cimes Blanches           | Valtournenche tới Ayas                | đường xe ngựa | 2,980  | 9,777  |
| Col de Torrent           | Evolène tới Val de Torrent            | đường xe ngựa | 2,924  | 9,593  |
| Augstbord Pass           | Sankt-Niklaus tới Turtmann            | đường xe ngựa | 2,893  | 9,492  |
| Col de Crete Seche       | Val de Bagnes tới Valpelline          | tuyết         | 2,888  | 9,475  |
| Col d'Olen               | Alagna tới Gressoney                  | đường xe ngựa | 2,871  | 9,420  |
| Monte Moro               | Saas-Fee tới Macugnaga                | đường xe ngựa | 2,862  | 9,390  |
| Pas de Chevres           | Arolla tới Val d'Hérémence            | đường đi bộ   | 2,851  | 9,354  |
| Antrona Pass             | Saas-Fee tới Antrona                  | đường xe ngựa | 2,844  | 9,331  |
| Col de Sorebois          | Zinal tới Val de Torrent              | đường xe ngựa | 2,825  | 9,269  |
| Col de Vessona           | Valpelline tới Nus                    | đường đi bộ   | 2,794  | 9,167  |
| Fenêtre de Durand        | Val de Bagnes tới Aosta               | đường xe ngựa | 2,786  | 9,141  |
| Z'Meiden Pass            | Zinal tới Turtmann                    | đường di bộ   | 2,772  | 9,095  |
| Turlo Pass               | Alagna tới Macugnaga                  | đường đi bộ   | 2,736  | 8,977  |
| Fenêtre de Ferret        | Great St Bernard tới Swiss Val Ferret | đường xe ngựa | 2,699  | 8,855  |
| Colle Bettaforca         | Ayas tới Gressoney                    | đường xe ngựa | 2,676  | 8,780  |
| Col Serena               | Great St Bernard tới Morgex           | đường đi bộ   | 2,538  | 8,327  |
| Col Ferret               | Courmayeur tới Orsières               | đường đi bộ   | 2,533  | 8,311  |
| Col de Valdobbia         | Gressoney tới Val Sesia               | đường xe ngựa | 2,479  | 8,134  |
| Great St Bernard         | Martigny tới Aosta                    | đường xe      | 2,472  | 8,111  |
| Col de Moud              | Alagna tới Rima                       | đường xe ngựa | 2,323  | 7,622  |
| Col d'Egua               | Rima tới Valle Anzasca                | đường xe ngựa | 2,236  | 7,336  |
| Simplon Pass             | Brig tới Domodossola                  | đường xe      | 2,009  | 6,592  |
| Baranca Pass             | Varallo tới Val Anzasca               | đường xe ngựa | 1,820  | 5,971  |